# Riobarba
San Paulo de Río Barba é uma paróquia do município de O Vicedo, Galiza, Espanha.
Limita ao Norte com As Ribeiras do Sor, As Negradas e Mosende; ao Sul com Cabanas; ao Leste con Mosende e Covas (Viveiro) e a Oeste com Mañón. Em 1991 contava com 222 habitantes, com uma densidade méia de 14´8 hab/km2.

Consta dos seguintes lugares:
- Abezan
- A Cova
- A Forqueta
- a Insua
- A Pardiñeira
- A Sanga
- As Mangas
- Cortellas
- Espido
- Espigueiras
- Golpeiras
- Maladas
- O Canto de Muro
- O Chao
- O Monte dos Bois
- O Porto
- O Regal
- O Rego
- O Rego dos Bois
- O Tellado
- O Vilar
- Os Sirgos
- Os Navallos

## Turismo
A igreja de San Paulo de Riobarba foi construída por Fernán Pérez de Andrade a fins do séc. XIV e ainda conserva a insignia de este nobre medieval: o porco bravo, igual que ocorre em a igreja de Santa Maria de Cabanas, também em O Vicedo. O pórtigo é de data muito posterior. De planta rectangular, fabricada com muros de canteria e lousa, com coberta de lousa.